# ざざむしの佃煮
ざざむしの佃煮（ざざむしのつくだに）は、河川の中流域に生息するざざむしと総称される水生昆虫を醤油・砂糖で煮た料理。長野県伊那市などの郷土料理である。

## 特徴
伊那市は長野県南部の内陸にあり、市内を天竜川が流れ、低地は伊那谷と呼ばれている。佃煮の材料とする昆虫は、本来、天竜川やその支流の川底に生息するカワゲラ、トビケラが主であるが、最近は数が取れなくなってきたこともあり、他の水生昆虫も採取するようになっている。
現在、伊那市には高速道路も鉄道も通っているが、江戸時代の主要街道である中山道からは外れていた。比較的寒冷な土地でもあるため、交通機関が発達する以前は貴重なタンパク源として摂取されていたと考えられる。
また、伊那地方では、昆虫食として蜂の子や蚕のさなぎなども佃煮として食べる風習がある。
近年では、長寿の効果があるとして、高級珍味として高値で取引されている。また、お土産用に瓶詰めや缶詰として販売されており、周辺の飯田市などでもよく売られている。